# Euxoa riversii
Euxoa riversii là một loài bướm đêm trong họ Noctuidae.